# 横山可奈子
横山 可奈子（よこやま かなこ、1987年1月29日 - ）は、日本の元タレントである。兵庫県宝塚市出身。

## 人物・来歴
- 中学3年生のとき（2002年）に『DUNK GIRL』グランプリを受賞してタレントデビュー。デビュー当時はグラビアを中心に活動していた。
- 以前は芸映(2002年-2006年)、スターダストプロモーション、株式会社PKP（2010年-2014年）に所属していた。その後、2014年10月からフリーランスで活動していたが、2018年7月11日に女優業に区切りをつけることを発表した。[1]
- 早稲田大学人間科学部人間情報科学科卒業。[2]
- 黒髪ロングが特徴。30歳になったら短くするかもとコメントしている。高校生のときもショートカットだった。これまで一度も染めたことがない。[3]その後、30歳になる前の2014年3月に髪の毛を短くしている。[4]
- 出演した映画「上京ものがたり」では黒髪ストレートがよく似合うため評判になった。[5]
- ヘアケアには炭酸水で頭皮を洗い維持しており、トリートメントは使った事がない。[6]
- 高校生時代から「よっこん」と呼ばれている。東京の友達は「よつ」、兵庫の友達は「よん」と略したりする。[7]
- 中学生のときは陸上部だったため運動神経が良いが、走り方が「ペンギン」、「カメ」と言われたことも。[8]
- 芸能人女子フットサルチーム「南葛シューターズ」に所属。背番号は「7」（以前は「14」）。癒し系のキャラでチーム内では「天使」と呼ばれている。演劇派のため「ペ天使」と言われることもある。チーム創立以来のメンバーであり、2007年8月5日のザ・冒険王2007で初ゴールを挙げた。2014年8月の「a-nation CUP」ではひさしぶりに大会に参加した。[9]
- 2007年ごろにはフラダンスを習っていた。映画『フラガール』を観て影響されたため。[10]
- ゆで卵の黄身が苦手と知られるが固く茹でた状態の黄身が苦手なだけであり、半熟状態の黄身は大好物の部類に入る。[11]
- 「ぷりん」という名の犬（トイプードル）を飼っている。首周りは21センチ、胸囲は35センチ。1999年に目的のペットショップへ行く途中で道に迷い、本来行く予定にはなかったペットショップに偶然入ったところ、小さい茶色のモコモコとしているぷりんがいたのが出会い。[12]
- モデルを担当したBRAMASTORIでコラボTシャツを作成している。また、期間限定ショップでは店員となって店頭で接客もしている。[13]
- 本物と見間違うような造花に2年間水をあげ続けて育てていたことを告白した。[14]
- 2017年10月に開催された人狼TLPTミュージアムでは『エスターの懺悔部屋』を2日間担当して、訪問者の懺悔した行動についてを聞きハンマーで頭を叩いて浄化した。

人狼TLPTに関する特徴
- もう一度観たい人狼TLPTキャラクターでは修道女エスター、経理員エスター、プリンセスエスター、江州谷可奈子でエントリーして、プリンセスエスターが2位になった。
- 2014年8月5日に開催した人狼TLPTは100回目の出演となった。100ステージ出演記念オリジナルTシャツが作成されている。[15]
- 人狼TLPTの舞台となる村に住む修道女エスターの日常を綴った「エスター日記」がある。[16]。2014年11月に「エスター日記2」が開始された。[17]
- 遠藤沙季（人狼TLPT名：ジンジャー）が書いた似顔絵がある。[18]これは人狼TLPTメンバーに誕生日のお祝いで作成しているバースデーイラストである。[19]
- ニコニコ動画で「将棋棋士 vs 人狼スペシャリスト」にも参加している。来場者数は88804人だった。[20]
- 2012年のベータ公演から参加している人狼TLPTは2014年10月5日に2周年となり、「人狼TLPT ２周年記念祭」に参加した。
- 2015年5月6日に開催されたアルティメット人狼3へ出演後、今後開催される人狼TLPTはしばらく時間を空けてから出演することを告知した。そのため2015年6月から開催される「STEAM II 機巧人形と月の鉱石」は出演していない。[21]その後、同年9月の「アルティメット人狼4」から舞台復帰している。
- 2016年4月7日にニコ生放送「人狼TLPTアンコール 100ステカーニバル」では、2016年1月29日29歳の誕生日に開催された「#22:DEPTH II」第14ステージ(Medical doctor エスター役)を本人進行で放送した。
- 2016年10月23日の公演で200ステージを達成した。このステージは通常の村とは異なる学園設定となり、「女子校がテーマのステージ回」だった。

## 出演

### 映画
- 星砂の島、私の島
- 東京無印女子物語
- 上京ものがたり

### ドラマ
- 素敵な選TAXI[22]

### プロモーションビデオ
- lela「裸の月」[23]
- May J.「もし君と・・・withキマグレン」

### テレビ
- 金曜バラエティー（NHK）
- 全力坂（テレビ朝日）
- お昼ですよ!ふれあいホール（NHK）
- 「ステキ＋Life」（J-COM）サブMC[24]
- 「丸の内小町」（テレビ朝日）[25]

### 舞台

#### ■2011年
- STRAYDOG
  - 問題のない私たち（2011年8月、テアトルBONBON）
- オフィスインベーダー
  - 美人税（2011年9月、studio momonga）
  - 「方舟」（2011年11月9日-13日、俳優座劇場）

#### ■2012年
- クリエイティヴ零
  - 「舞台逆境ナイン」（2012年6月2日-10日、シアターグリーン BIG TREE THEATER） - 桑原真実子 役
- ぱるエンタープライズ
  - 「ロックンロール・エアポート」　(2012年9月21日〜23日、シアターサンモール)
- 演劇集団イヌッコロ
  - 「恋するアンチヒーロー」 (2012年11月8日〜11日、中野ポケットスクエア)
- セブンスキャッスル　人狼 ザ・ライブプレイングシアター　
  - 「#01:ベータ公演(VILLAGE)」 (2012年10月5日〜8日、シアターKASSAI)　
  - 「#02:ベータ公演(SPACE)」 (2012年12月11日〜16日、シアターグリーン)　経理員エスター役

#### ■2013年
- 演劇集団イヌッコロ
  - 「冒険者たちのホテル」 (2013年4月4日〜7日、テアトルBONBON)　あさつん役
- プロミシング・カンパニー
  - 「空想組曲VOL.11 変則短篇集「組曲『空想』」(2013年7月6日〜7月28日、シアター風姿花伝)
- LEGEND STAGE PROJECT
  - 私立ルドビコ女学院開港記念プレ公演「ロスト・セブンティーン」 (2013年10月17日〜10月20日、王子小劇場)　シスター、清川詩織役
- セブンスキャッスル 　人狼 ザ・ライブプレイングシアター
  - 「#03:VILLAGE I 雪深い村」 (2013年1月29日〜2月6日、新宿サンモールスタジオ)　修道女エスター役
  - 「#04:VILLAGE II 春を謳う村」 (2013年4月24日〜4月29日、上野ストアハウス)　修道女エスター役
  - 「吸血鬼 〜渇愛の宴〜」(2013年6月13日〜6月16日、吉祥寺シアター) プリンセス・エスター役
  - 「#06:VILLAGE IV 夏陽炎の揺れる村」 (2013年8月6日〜8月11日、新宿シアターブラッツ)　修道女エスター役
  - 「#07:CASTLE 月虹に浮かぶ城」(1周年記念公演) (2013年10月1日〜10月7日、相鉄本多劇場)　修道女、経理員エスター役

#### ■2014年
- クリエイティヴ零
  - 「レトロゲームシアター第2弾 『スペランカー』」 (2014年2月19日〜2月23日、上野ストアハウス)　教会に通う聖歌隊マリア役、（舞台公演ブログ）
- 演劇集団イヌッコロ
  - 「天爛のパティシエ」 (2014年7月24日〜8月3日、中野ポケットスクエア 劇場MOMO)　あゆみ役
  - 「ご町内デュエル」 (2014年10月14日〜10月19日、中野ポケットスクエア ザ・ポケット) さおたん役
- セブンスキャッスル　人狼 ザ・ライブプレイングシアター
  - 「#09:VILLAGE V 冬霧に冴ゆる村」 (2014年1月4日〜1月13日、上野ストアハウス) 修道女エスター役
  - 「#10:WITCH 星降る庭と13人の魔女」 (2014年1月5日〜1月13日、上野ストアハウス) 山羊座エスター役
  - 「#11:VILLAGE VI 春風の薫る村」 (2014年3月4日〜12日、新宿サンモールスタジオ) 修道女エスター役
  - 「#12:STEAM 機巧人形と月の艇」  (2014年5月13日〜18日、池袋シアターグリーンBIG TREE THEATER) 深窓の麗人エスター（人類）役
  - 「#13:VILLAGE VII 夏草がそよぐ村」  (2014年7月29日〜8月10日、シアターKASSAI) 修道女エスター役
  - 「#14:VILLAGE VIII 波の花踊る村」  (2014年11月1日〜11月3日、金沢市民芸術村 PIT2 ドラマ工房) 修道女エスター役
  - 「#15:WITCH II 星降る歌と13人の魔女」  (2014年12月3日〜12月8日、シアターKASSAI) 水瓶座の魔女アクエリアスのエスター役
  - 「#16:VILLAGE IX 雪の花咲ける村」  (2014年12月10日〜12月15日、シアターKASSAI) 修道女エスター役
- アルティメット人狼
  - 「アルティメット人狼 ゲームクリエイター人狼 VS 人狼TLPT」[26] (2014年8月24日、東京カルチャーカルチャー) 修道女エスター役

#### ■2015年
- セブンスキャッスル　人狼 ザ・ライブプレイングシアター
  - 「#17:DEPTH 贖罪の海」さぬき映画祭2015   (2015年2月13日〜2月15日、e-とぴあ・かがわ) Medical doctor エスター役
  - 「#18:MISSONⅡ The Buggy Job」  (2015年2月17日〜3月1日、萬劇場) 闇医者 エスター役
  - 「#19:VILLAGE X 春雷の響く村」  (2015年4月21日〜4月29日、萬劇場)  修道女エスター役
  - 「人狼TLPTxPSYCHO-PASS -無垢なる殺人者-  (2015年9月23日〜10月4日、シアターサンモール)  監視官 翠 冴桜花 役
  - 「#21:SPECIAL VILLAGE  三周年記念公演」  (2015年10月14日〜10月18日、新宿村LIVE)  修道女エスター役
  - 「人狼 ザ・ライブプレイングシアター サテライトX'mas  (2015年12月14日〜12月27日、博多リバレインホール)  修道女エスター役

- アルティメット人狼
  - 「アルティメット人狼3」 (2015年5月6日、東京カルチャーカルチャー) 修道女エスター役
  - 「アルティメット人狼4」 (2015年9月13日、東京カルチャーカルチャー) 修道女エスター役

#### ■2016年
- セブンスキャッスル　人狼 ザ・ライブプレイングシアター
  - 「#22:DEPTH 贖罪の海～SPIRAL～」   (2016年1月19日〜1月31日、新宿村LIVE) Medical doctor エスター役
  - 「The Room #01 ［さぬき映画祭］   (2016年2月13日〜2月14日、瓦町FLAG 8F アートステーション)
  - 「ナンジャタウンSTAGE~ナジャヴのポーションパニック~」   (2016年6月8日,15日、ナンジャタウン) エスター役
  - 「ラグナロクステージ」   (2016年7月20日〜7月21日、新宿村LIVE) 純潔の勇者エスター役
  - 「人狼TLTPx宇宙兄弟」   (2016年7月22日〜7月24日、新宿村LIVE) 湖城祈良 役
  - 「#23:VILLAGE XI 青嵐に惑う村」   (2016年7月26日〜7月31日、新宿村LIVE) 修道女エスター役
  - 「#24:VILLAGE XI 真紅に染まる村」   (2016年10月13日〜10月23日、新宿村LIVE) 修道女エスター役
  - 「カウントダウンうた合戦」   (2016年12月31日、新宿村LIVE) エスター役

- アルティメット人狼
  - 「アルティメット人狼6」DQXTV vs 人狼TLPT  (2016年6月5日、Red Bull Studios Tokyo Hall) 修道女エスター役
  - 「アルティメット人狼6」魔法都市の人狼 (2016年12月10日) 修道女エスター役

- 演劇集団イヌッコロ  
  - 「冒険者たちのホテル」 (2016年3月23日〜28日、テアトルBONBON) 絵里役

- ピウス 
  - 「女王の戦略」 (2016年6月22日〜26日、テアトルBONBON)

- WAR→P! 　
  - 「WAR→P! to ナンジャタウン「ナジャヴのドキドキ壁画パニック」」 (2016年11月17日〜20日、サンシャインシティ) マジカルエスター役

#### ■2017年
- セブンスキャッスル　人狼 ザ・ライブプレイングシアター
  - 「#26:FLAG 裁きの神と呪われし秘宝」   (2017年1月6日〜1月15日、新宿村LIVE) 翻訳家 エスター役
  - 「人狼TLPT X 予言者育成学園Fortune Tellers Academy」  (2017年2月25日、スクウェア・エニックス 本社) 大胆不敵ングエスター役
  - 「人狼TLPT in ニコファーレ-RHAPSODY-」   (2017年3月25日〜3月26日、ニコファーレ) 翻訳家 エスター役
  - 「人狼TLPT X 宇宙兄弟 Rebellion of the Fullmoon」   (2017年7月26日〜8月6日、シアターサンモール) 伊東せりか役
  - 「5th Anniversary #27:VILLAGE XIII 福岡公演」   (2017年10月7日〜10月9日、博多リバレインホール）修道女エスター役
    - 福岡公演は本来出演する予定がなかったが、デイジー役の寺島絵里香が体調不良により降板となったため、急遽代役となり上演している。

  - 「5th Anniversary #27:VILLAGE XIII 名古屋公演」   (2017年10月13日〜10月15日、中京テレビ多目的ホール）修道女エスター役
  - 「5th Anniversary #27:VILLAGE XIII 東京公演」   (2017年10月27日〜10月29日、ニコファーレ) 学園では風紀委員エスター(江洲谷可奈子)役、村では修道女エスター役

- アルティメット人狼
  - 「アルティメット人狼チャンネル 第11回」  (2017年3月11日) 修道女エスター役
  - 「アルティメット人狼チャンネル 第15回」  (2017年5月13日) 修道女エスター役
  - 「アルティメット人狼チャンネル 第25回」  (2017年12月23日) 修道女エスター役

- スクエア・エニックス
  - 「超ドラゴンクエストXTV番外編 よーすぴサンタのクリスマス2017」  (2017年12月23日)

- 麻雀プロの人狼 スリアロ村
  - 【人狼TLPT再び】麻雀プロの人狼 スリアロ村：第四十三幕 (2017年1月29日) エスター役

- WAR→P! 
  - 「WAR→P! in troupe鈍色のカーテンコール」」 (2017年5月5日、BASEMENT MONSTAR) 一色ソレンシア役

#### ■2018年
- セブンスキャッスル　人狼 ザ・ライブプレイングシアター
  - 「#28:VILLAGE XIV 月凍る夜」   (2017年12月28日〜2018年1月7日（1月2日のヴァルハラのみ参加）、新宿村LIVE) 修道女エスター役
  - アサルトリリィ×私立ルドビコ女学院×人狼TLPT「人狼TLPT S『未来への十字架』」   (2018年2月7日〜2月12日、新宿村LIVE) 教導官　清川・エスター・詩織役（ナビゲーター参加）
  - 「「人狼TLPT X ドラゴンクエストX」  (2018年3月7日〜3月11日、シアター1010) 魔法戦士エスター役

- アルティメット人狼
  - 「アルティメット人狼ステージ@ニコニコ超会議2018」  (2018年4月29日) 修道女エスター役

- WAR→P!
  - 「WAR→P！ in Fantasy 芽ぐみの雨と水鏡の試練」」 (2018年5月21日、BASEMENT MONSTAR) アーティ役(日替わりゲストのため21日のみ)

### CM
- サッポロビール「生搾りみがき麦」
- 江崎グリコ「キンダーデリス」
- ロッテ「雪見だいふく」
- 尾崎商事「ELLE ECOLE」

### モデル
- アシックス フィットネスウェア『IXI』（イクシー）のイメージモデル[27]
- セルジオタッキーニテニスウエア スチールモデル[28]
- JAPAN GIRLS MEETING「WE love JP」ランウェイモデル[29]
- ENJOY!SPORT「ENJOY!SURFING 2011」
- 35mmフルサイズで探る「カール ツァイスレンズ」の実力 第1回(デジカメwatch)
- 35mmフルサイズで探る「カール ツァイスレンズ」の実力 第2回(デジカメwatch)
- 写心大学　横山可奈子さん
- 藤里写心大学にて 横山可奈子さん
- BRAMA STORI[30]
- KELME2016SSカタログ[31]
- KELME2017SSカタログ[32]
- KELME2018SSカタログ[33]